# Ginástica artística nos Jogos Olímpicos de Verão da Juventude de 2010 - Barras assimétricas
A final das barras assimétricas da ginástica artística nos Jogos Olímpicos de Verão da Juventude de 2010 foi disputada no dia 21 de agosto no Bishan Sports Hall, em Singapura.

## Medalhistas
| Ouro   | RUS Viktoria Komova |
| Prata  | CHN Tan Sixin       |
| Bronze | SWE Jonna Adlerteg  |

## Resultados

### Qualificatória
A etapa qualificatória para este e para os demais aparelhos, bem como para o individual geral, foi disputada no dia 17 de agosto. 42 ginastas competiram e as oito melhores se classificaram para a final.

### Final
| Pos.              | Ginasta               | Dificuldade | Execução | Penalidades | Total  |
| ----------------- | --------------------- | ----------- | -------- | ----------- | ------ |
| Medalha de ouro   | RUS Viktoria Komova   | 6.500       | 8.025    | —           | 14.525 |
| Medalha de prata  | CHN Tan Sixin         | 6.500       | 7.625    | —           | 14.125 |
| Medalha de bronze | SWE Jonna Adlerteg    | 5.100       | 8.450    | —           | 13.550 |
| 4                 | AUS Angela Donald     | 5.000       | 7.975    | —           | 12.975 |
| 5                 | NED Tess Moonen       | 5.000       | 7.725    | —           | 12.725 |
| 6                 | ITA Carlotta Ferlito  | 5.200       | 7.525    | —           | 12.725 |
| 7                 | ROU Diana Bulimar     | 5.000       | 7.525    | —           | 12.725 |
| 8                 | CAN Madeline Gardiner | 2.500       | 7.400    | —           | 9.900  |